# ري:كرياتورز
ري:كرياتورز (レクリエイターズ Re:Kurieitāzu) (بالإنجليزية: Re:CREATORS)‏ هو مسلسل أنمي تلفزيوني من إنتاج استوديو ترويكا. يتحدث المسلسل عن تلميذ في المدرسة الثانوية الذي يتورط في قتال بين عدة شخصيات من مانغا وأنمي، وألعاب الفيديو التي تظهر في العالم الحقيقي بطريقة ما. بدء بث المسلسل الأنمي في 8 أبريل عام 2017 واستمر عرضه حتى 16 سبتمبر عام 2017، وتكون من 22 حلقة، ويبث حصريا على أمازون في خدمة فيديو أمازون. صدت مانغا من تأليف دايكي كاسي، التي أعلن عنها في 18 فبراير 2017.

## القصة
سوتا ميزوشينو هو فتى يدرس في المدرسة الثانوية، يحب الأنمي ويحلم بكتابة روايته خاصة. عندما كان يشاهد أنمي مقتبس من رواية الميكا «سمفونية العنصرية لفارس فوغل» للإلهامه. الأيباد الذي يشاهد منه فرقعة فجأة وسحبه إلى عالم الأنمي، حيث شهد قتالا بين شخصية أنمي سيليزيا وفتاة غامضة ترتدي زي عسكري. بعد عودته مع سيليزيا، أكتشف سوتا أن شخصيات من قصص مختلفة وأشكال الميديا الأخرى نقلوا إلى العالم الحقيقي، وبعض منهم منحاز إلى فتاة زي عسكري، التي وعدتهم بطريقة إيقاف نزاعات في عالمهم وطريقة عودة لمواطنهم، غير مدركين برغبتها حقيقية. لإيقافها، سوتا وسيليزيا أتفقوا على إيجاد شخصيات الأخرى وإيعادتها إلى موطنها؛ خشية أن تجلب فتاة زي عسكري دمارا لم يسبق له مثيل لكل العوالم.

## الشخصيات

### الشخصيات الرئيسية
سوتا ميزوشينو (水篠颯太 Mizushino Sōta)
أداء صوتي: دايكي ياماشيتا: شخصية رئيسية. تلميذ ثانوية، خجول لكن لطيف. سُحب إلى أنمي سيليزيا في بداية والقصة وبدون قصد جلبها معه إلى العالم الحقيقي. طمح إلى كتابة روايته الخاصة، مشابهة لرواية سيليزيا. هو يبدو حاليا يعاني من حظر للفنانين. وفي أخر مرة أكتشف هوية فتاة زي عسكري، لكن كرها أختار كتم هذه المعلومة عن أخرين.

### مخلوقات
سيليزيا يوبيتيريا (セレジア・ユピティリア Serejia Yupitiria)
أداء صوتي: ميكاكو كوماتسو
البطلة الرئيسية من الأنمي سمفونية العنصرية لفارس فوجل، هي مرأة قوية مع جانب فكاهي، في بداية لم تتأقلم مع الوضع، لكن تقبلته في أخير. ماهرة في استعمال السيف وتستطيع الطيران، ومستعملة لألة دخمة تدعى فارس فوجل، حتى دمرتها فتاة زي عسكري.
ميتيورا أستارايهي (メテオラ・エスターライヒ Meteora Esutāraihi)
أداء صوتي: إنوري ميناسي
أليستيليا فبروري (アリステリア・フェブラリィ Arisuteria Feburaryi)
أداء صوتي: يوكو هيكاسا
ماميكا كيراميكي (煌樹まみか Kirameki Mamika)
فتاة مراهقة بطلة مسلسل أنمي فتاة ساحرة.
أداء صوتي: ري موراكاوا
يويا ميروكوجي (弥勒寺優夜 Mirokuji Yūya)
أداء صوتي: كينيتشي سوزومورا
روي كانويا (鹿屋瑠偉 Kanoya Rui)
أداء صوتي: سورا أماميا
ماغان تشيكوجوين (築城院真鍳 Chikujōin Magane)
أداء صوتي: مايا ساكاموتو
بليتز توكار (ブリッツ・トーカー Burittsu Tōkā)
أداء صوتي: أتسوشي أونو
فتاة زي عسكري (軍服の姫君 Gunpuku no Himegimi)
أداء صوتي: أكي تويوساكي
فتاة شابة غامضة ترتدي زي عسكري وتستطيع تجوال بين عوالم بحرية، هي من جلبت الشخصيات الخيالية إلى العالم الحقيقي. بنية إرغام خالقون وضغط عليهم لتحسين قوانين الحياة في عالمهم. ميتيورا تصدق بأن هذا غطاء لسبب حقيقي. هي قادرة على طيران وتحكم في أعداد هائلة من سيوف للدفاع وللهجوم، علمت في أخير أنها تصميم معجبين من فيديو مباشر إسمه «ألتير: عالم إيتيد»، من إنشاء صديق سوتا شيمازاكي. وإسمها الحقيقي ألتير (アルタイル Arutairu).

### خالقون
تاكاشي ماتسوبارا (松原祟 Matsubara Takashi)
أداء صوتي: كونيشي كاتسويوكي
مارين (まりね)
أداء صوتي: هيساكو كانيموتو
ماساكي ناكانوغان (中乃鐘 昌明 Nakanogane Masaaki)
أداء صوتي: ريو سغيساكي
سيتسونا شيمازاكي (島崎 刹那 Shimazaki Setsuna)

### أخرون
أكي كيكتشيهارا (菊地原 亜希 Kikuchihara Aki)
أداء صوتي: أيومي تسونيماتسو

## ميديا

### مانغا
بدأت سلسلة المانغا في فبراير 18، 2017 في نسخة مارس 2017 من مجلة جيني-إكس سانداي الشهرية نشرت من طرف شوغاكوكان.
مانغا أخرى سيتم تقديمها كإنتاج لحلقات أنمي رئيسية ستنشر في المجلة شونن سانداي الشهرية من طرف شوغاكوكان.

### أنمي
المسلسل فكرة ري هيروي في أصل وإخراج إيي أوكي.
هيروي يدير تصميم الشحصيات الأصلية، ريويتشي ماكينو يدير تهييئ تصميم الشخصيات وهيرويوكي ساوانو يألف الموسيقى لأنمي. المسلسل بدء البث في يابان من أبريل 8، 2017 على تلفزيون طوكيو متروبوليتن وقنوات تلفزيونية أخرى، وأصبح يبث حصريا على خدمة أمازون فيديو.
أغنية بداية هي "gravityWall" تأليف هيرويوكي ساوانو، وأعنية النهاية هي "NewLook" تأليف ماشيرو أيانو. الأنمي سيبث على شكل 22 حلقة مع 3 برامج خاصة.

## وصلات الخارجية
- الموقع الرسمي
 (باليابانية)
- ري:كرياتورز على موقع IMDb (الإنجليزية)
- ري:كرياتورز على موقع كينوبويسك (الروسية)
- ري:كرياتورز على موقع قاعدة بيانات الفيلم (الإنجليزية)
- ري:كرياتورز على موقع ANN anime (الإنجليزية)

 (بالإنجليزية)